# Autentizační středisko
Autentizační středisko (anglicky Authentication Center, AuC) je prvek v jádru sítě GSM, který při přihlášení zařízení do sítě (typicky při zapnutí mobilního telefonu) zajišťuje jeho autentizaci, resp. autentizaci SIM karty v zařízení vložené. Pokud je autentizace úspěšná, domovský registr (HLR) bude moci spravovat SIM kartu a poskytovat jí služby. Přitom je vygenerován klíč pro šifrování veškeré bezdrátové komunikace (hlas, SMS, atd.) mezi mobilním telefonem a jádrem sítě GSM.
Pokud autentizace selže, síť odmítne poskytovat jakékoli služby této kombinaci SIM karty a mobilního telefonu. Existuje další způsob identifikace používající pouze sériové číslo mobilního telefonu, ten však není relevantní pro činnost AuC.
Náležitá implementace bezpečnosti v autentizačním centru a jeho okolí je stěžejním prvkem strategie operátora proti klonování SIM.
Autentizační středisko se do autentizačního procesu nezapojuje přímo. Pouze vygeneruje trojici hodnot, kterou předá MSC pro použití při autentizaci SIM karty. Bezpečnost procesu je založena na sdílení tajného klíče, Ki, mezi AuC a SIM kartou. Klíč Ki je vypálen do SIM karty během výroby, odkud není přístupný pro čtení zvenčí, a je také bezpečně uložen v autentizačním centru. Hodnota Ki není nikdy přenášena mezi AuC a SIM, ale je v kombinaci s IMSI použita pro identifikace metodou challenge-response (výzva-odpověď); klíč Kc je použit pro šifrování rádiové komunikace.

## Prvky jádra sítě GSM komunikující s AuC
AuC se obvykle nachází na stejném místě jako domovský registr (HLR). S AuC komunikuje ústředna veřejné mobilní sítě (MSC), přes kterou je příslušné mobilní zařízení připojeno. MSC si od AuC vyžádá vždy novou trojici hodnot pro dané IMSI. To zaručuje, že stejný klíč a odpověď na výzvu nebudou pro určitý mobilní telefon použity dvakrát.

## Implementované procedury
V AuC jsou pro každé IMSI uložena následující data:
- Ki
- Identifikace použitého algoritmu (standardní algoritmy jsou A3 a A8, ale operátor může použít proprietární algoritmus).

Když MSC požádá AuC o novou trojici pro určité IMSI, AuC nejdříve vygeneruje náhodné číslo označované RAND, které je pak použito s Ki pro výpočet dvou čísel:
- Na Ki a RAND je aplikován algoritmus A3 a výsledkem je podepsaná odezva (anglicky signed response, SRES).
- Na Ki a RAND je aplikován algoritmus A8 a výsledkem je klíč relace označovaný Kc.

Trojice čísel (RAND, SRES, Kc) je vrácena do MSC. Když určité IMSI vyžaduje přístup k jádru sítě GSM, MSC pošle výzvu obsahující číslo RAND do SIM. SIM na toto číslo a Ki (vypálené v SIM) aplikuje algoritmus A3, vypočítá SRES, a vrátí jej MSC. MSC zkontroluje, zda SRES přijaté od mobilní stanice souhlasí s SRES přijatým od autentizačního centra, a pokud ano, je zařízení povolen přístup a poskytování GSM služeb.
Po úspěšné autentizaci pošle MSC šifrovací klíč Kc do řadiče základnové stanice (BSC), který jej používá pro šifrování veškeré komunikace s mobilním telefonem přes rádiové rozhraní. Mobilní telefon si sám vygeneruje Kc aplikací algoritmu A8 na RAND dodané během autentizace a Ki.
Tento postup je bezpečný pro většinu každodenní používání, ale není docela odolný proti nabourání. Proto byla pro 3G telefony navržena nová sada bezpečnostních metod.
Algoritmy A3 i A8 jsou v praxi implementovány současně (a označovány jako A3/A8, viz COMP128). Algoritmus A3/A8 je implementován v Subscriber Identity Module (SIM) kartě a v GSM síť Autentizačním centru. Používá se pro autentizaci účastníka a vygenerování klíče pro šifrování rádiového provozu (telefonních hovorů i datových přenosů), jak je definováno v 3GPP TS 43.020 (03.20 před Rel-4). Vývoj konkrétních algoritmů A3 a A8 je považován za záležitost jednotlivých operátorů GSM sítí, jsou však dostupné ukázkové implementace. Pro šifrování rádiové komunikace se používá algoritmus A5.